# De Broeken
De Broeken is de naam van een natuurgebied van 12 hectare dat zich bevindt ten westen van Elen.
Het grote gebied is ontstaan door turfwinning. Omstreeks 1800 kwam aan de turfwinning een einde, doordat het opkomende grondwater dit werk verhinderde. Tegenwoordig is het een moerassig gebied, met centraal gelegen een 1,7 ha grote vijver die als turfgat is ontstaan en nu een natuurreservaat is. Hier huizen vele watervogels. De oevers zijn dicht begroeid met struweel.
In 2011 werd een wandelpad aangelegd, dat deels bestaat uit knuppelbruggen.